# Guy Opperman
Guy Thomas Opperman , né le 18 mai 1965 à Marlborough, est un homme politique britannique, membre du Parti conservateur.
Il est député d'Hexham de 2010 à 2024.

## Jeunesse et carrière
Opperman est né à Marlborough, Wiltshire et fait ses études à Harrow School. Il est titulaire d'un diplôme en droit de l'Université de Buckingham et d'un diplôme de première classe de l'Université de Lille, en France.
Opperman est admis au barreau en 1989. Il passe 20 ans comme avocat, dont 15 ans principalement au barreau criminel. Opperman participe à un certain nombre de procès pour meurtre et viol.
En tant qu'avocat, il travaille pendant de nombreuses années à titre bénévole avec l'Unité de représentation libre du circuit occidental et l'Unité Bar Pro Bono, fournissant une assistance juridique gratuite dans des centaines de cas pour le compte du Bureau d'aide aux victimes et aux citoyens . Le Times le nomme «Avocat de la semaine» en 2007 et il reçoit le Bar Pro Bono Award du procureur général, Lord Goldsmith QC, pour son travail bénévole au nom des victimes dans le cadre des appels en matière d'indemnisation des victimes d'actes criminels. En 2009, le procureur général, Baroness Scotland, lui décerne un prix Pro Bono Hero à la Chambre des communes pour son travail sur la prévention des fermetures d'hôpitaux. Il n'exerce plus activement au Barreau après s'être engagé à être député à plein temps.
Opperman se présente à Swindon North aux élections générales de 1997 et de Caernarfon en 2005, sans succès. Il est conseiller à Kennet de 1995 à 1999.
Il est nommé le 14 juin 2017 au sous-secrétariat d’État chargé des retraites. Il démissionne le 7 juillet 2022, à la suite d'une vague de démissions au sein du Cabinet de Boris Johnson.

## Carrière parlementaire
Opperman est élu aux élections générales de 2010 comme député d'Hexham dans le Northumberland.
En septembre 2012, Opperman est nommé secrétaire parlementaire privé (SPP) de Mark Harper, le ministre de l'Immigration au ministère de l'Intérieur.
Opperman se décrit comme «plutôt à gauche» du Parti conservateur. Il appelle son parti à faire plus pour montrer qu'il soutient «les travailleurs acharnés de notre secteur public». En 2012, le magazine New Statesman résume ses positions sur les bas salaires, la responsabilité d'entreprise et l'apprentissage dans un article intitulé «Rencontrez les conservateurs dont la gauche devrait avoir peur».
Opperman est nommé sous-secrétaire d'État parlementaire au département du Travail et des Retraites le 14 juin 2017. Son domaine comprend les retraites et l'inclusion financière.
Dans un discours prononcé lors de la conférence sur l'investissement de la Pensions & Lifetime Savings Association (PLSA) en mars 2020, Opperman annonce la consultation publique sur les nouvelles orientations non statutaires destinées aux fiduciaires des régimes de retraite professionnels sur les risques et les opportunités associés au changement climatique,.
En octobre 2020, le projet de loi sur les régimes de retraite revient à la Chambre des communes pour la deuxième lecture. Opperman déclare que le projet de loi sur les régimes de retraite rendra les retraites «plus sûres, meilleures et plus vertes».

## Positions politiques
Opperman s'est prononcé en faveur de la modification de la loi sur l'aide à mourir .
Opperman soutient les actions de lutte contre le changement climatique. Il mène la campagne contre les mines de charbon à ciel ouvert de Whittonstall et Halton Lea Gate dans sa circonscription. Il est également fermement opposé aux plans d'une nouvelle mine à ciel ouvert à Dewley Hill, décrivant les plans comme une «catastrophe climatique en attente de se produire».
Opperman vote pour la loi sur le mariage des couples de même sexe en 2013. Au cours du débat, il a décrit le Royaume-Uni comme étant en «voyage»,. Opperman vote ensuite pour un amendement soutenant le mariage homosexuel en Irlande du Nord.
Opperman est un partisan de l'Union et fait campagne pour que l'Écosse reste au Royaume-Uni lors du référendum sur l'indépendance écossaise de 2014.
Opperman co-écrit le rapport "All Hands on Deck" avec Laura Farris pour le Center for Policy Studies en novembre 2018. Le rapport détaille comment les entreprises et les employeurs peuvent faire plus pour réduire l'écart de productivité en Grande-Bretagne en augmentant la flexibilité du travail.
En février 2020, Opperman lanc" un podcast Beyond the Bubble. Le podcast vise à examiner la politique de l'extérieur de la traditionnelle «bulle de Westminster», en s'adressant aux députés et aux personnalités clés. Parmi les invités figurent Dehenna Davison, nouvelle députée conservatrice, Sarah Atherton et Jacob Young, ainsi que le comédien et ancien conseiller travailliste Matt Forde.

## Vie privée
Opperman est directeur de son entreprise d'ingénierie familiale jusqu'en 2009. Le 2 juin 2017, lors de sa campagne électorale générale, Guy épouse sa partenaire Flora. En juin 2020, le couple a des jumeaux qui sont décédés peu de temps après la naissance.
Opperman est un jockey amateur et monte son premier vainqueur en 1985. Il continue de monter et remporte un certain nombre de courses de chevaux point à point, notamment à Downhills, Corbridge juste après sa sélection en tant que candidat du Parti conservateur pour Hexham en 2009.